# Панкрушиха (селище)
Панкруши́ха (рос. Панкрушиха) — селище у складі Панкрушихинського району Алтайського краю, Росія. Входить до складу Залізничної сільської ради.

## Населення
Населення — 242 особи (2010; 315 у 2002).
Національний склад (станом на 2002 рік):
- росіяни — 94 %